# 尤寧特設鎮區 (密歇根州)
尤寧特設鎮區（英語：Union Charter Township）是位於美國密歇根州伊莎貝拉縣的一個特設鎮區。

## 地方資料
尤寧特設鎮區的面積為74.10平方千米，當中陸地面積為73.80平方千米，而水域面積為0.30平方千米。根據2020年美國人口普查的數據，當地共有人口11699人，而人口密度為每平方千米157.88人。